# Conflans-Sainte-Honorine
Conflans-Sainte-Honorine je město v severozápadní části metropolitní oblasti Paříže ve Francii v departmentu Yvelines a regionu Île-de-France. Od centra Paříže je vzdálené 24,2 km.

## Jméno obce
Název je složen z latinského slova pro soutok (odkazující na polohu města) a Sainte-Honorine kvůli přítomnosti relikvií sv. Honoriny.

## Osobnosti města
- Albert Dupontel (* 1964), herec a režisér
- Stéphane Charbonnier (1967–2015), karikaturista

## Partnerská města
- Hanau-Großauheim, Hesensko, Německo
- Chimay, Belgie
- Ramsgate, Anglie, Spojené království
- Tessaoua, Niger